# Magnon
En magnon är en kvasipartikel som beskriver elektronernas spinnstruktur i en kristall. 
Den ekvivalenta motsvarigheten i kvantmekanik är en kvantiserad spinnvåg.  Som en kvasipartikel har en magnon alltid samma energi och kristallrörelsemängd. Den har också spinnet of ħ (där ħ är Diracs konstant).